# C. Auguste Dupin

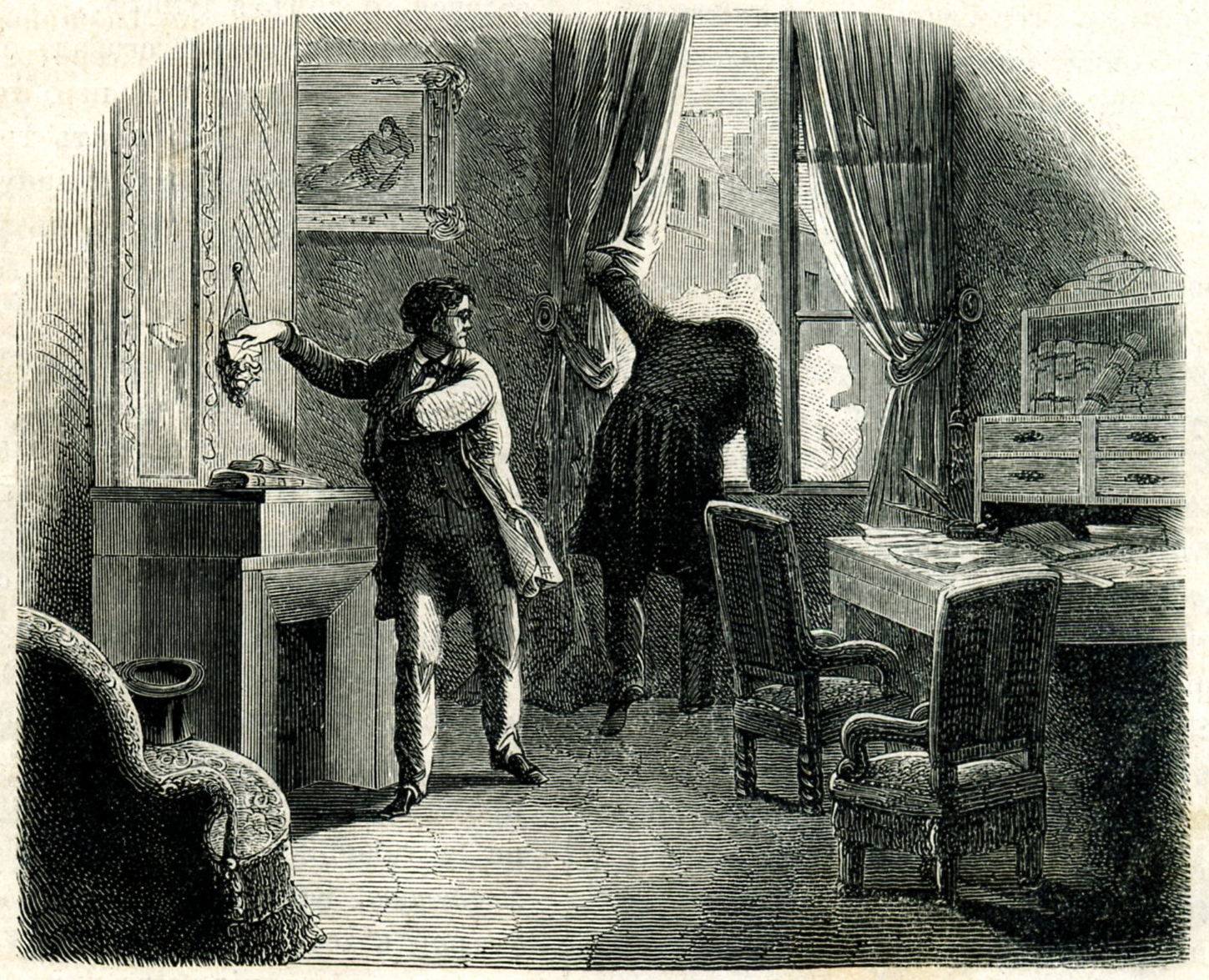
Ilusterace k povídce Odcizený dopis z roku 1864.

C. Auguste Dupin je fiktivní postava ve třech povídkách, jejichž autorem je Edgar Allan Poe:
- Vraždy v ulici Morgue (The Murders in the Rue Morgue, 1841)
- Záhada Marie Rogêtové (The Mystery of Marie Rogét, 1842)
- Odcizený dopis (The Purloined Letter, 1845)

C. Auguste Dupin, mladý muž pocházející sice ze vznešené rodiny, avšak žijící v bídě, řeší kriminální případy metodou dedukce, i když není profesionálním detektivem. Postava Dupina s jeho logickým uvažováním se stala vzorem celé řadě autorů pro jejich literární hrdiny, včetně proslulého Sherlocka Holmese. Povídka Vraždy v ulici Morgue je považována za první detektivku.